# Majesty
Majesty (Conhecida como Metalforce entre 2008 e 2011) é uma banda alemã de power metal, formada em 1997.

## Integrantes

### Membros
- Tarek Maghary - vocal, teclado
- Tristan Visser - guitarra
- Freddy Schartl - baixo
- Jan Raddatz - bateria

### Ex-membros
- Marcus Bielenberg - baixo
- Björn Daigger - guitarra
- Christian Münzer - guitarra
- Chris Heun - baixo
- Udo Keppner - guitarra
- Martin Hehn - baixo
- Markus Pruszydlo - teclado
- Andreas Moll - teclado
- Ingo Zadravc - bateria
- Rolf Munkes - guitarra

## Discografia

### Discos de estúdio
- Keep It True (2000)
- Sword & Sorcery (2002)
- Reign In Glory (2003)
- Hellforces (2006)
- Thunder Rider (2013)
- Banners High (2013)
- Generation Stell (2015)
- Rebels (2017)
- Legends (2019)

### Discos Ao Vivo
- Metal Law (live album, 2004)

### Complilações
- Own the Crown (2CDs, 2011)